# موسسه هنر کورتولد
مؤسسه هنر کورتولد (به انگلیسی: The Courtauld Institute of Art) (‎/ˈkɔːtəʊld/‎) که معمولاً به عنوان کورتولد شناخته می‌شود، یک کالج خودگردان از دانشگاه لندن است که متخصص در مطالعه تاریخ هنر و حفاظت و مرمت میراث فرهنگی است. این کالج یکی از معتبرترین کالج‌های تخصصی برای مطالعه تاریخ هنر در جهان است.